# Nieheim
Nieheim é uma cidade da Alemanha localizado no distrito de Höxter, região administrativa de Detmold, estado de Renânia do Norte-Vestfália.